# SB-215,505
SB-215,505 je lek koji deluje kao potentan i selektivan antagonist na serotoninskom 5- receptoru, sa dobrom selektivnošću u odnosu na srodne 5- i 5- receptore. On se koristi u naučnim istraživanjima funkcije  familije receptora, a posebno za studiranje uloge  receptora radu srca, i za razlikovanje -posredovanih responsa od onih proizvedenih  ili  receptorom.